# Rio Grande City (Teksas)
Rio Grande City je grad u američkoj saveznoj državi Teksas. Prema popisu stanovništva iz 2010. u njemu je živjelo 13.834 stanovnika.